# 니콘 D3X
니콘 D3X(Nikon D3X)는 2008년 12월 1일에 출시된 니콘의 디지털 SLR 카메라이다. 니콘이 출시한 카메라 중에서 최상급에 해당되는 전문가용 카메라이며, 니콘 FX 포맷을 사용하는 니콘 풀프레임 카메라이다. 2,450만 화소의 CMOS 센서를 장착하였다. 확장시 ISO가 6,400까지 확장이 가능하며, 최고 셔터 속도는 1/8000초이다. 51개의 자동 초점 포인트를 가지고 있으며, 초당 5장 연사가 가능하고, 라이브뷰 또한 지원된다.
캐논 EOS-1Ds Mark III, 소니 DSLR-A900이 경쟁 모델이다. 또한, 니콘의 최상급 기종이었던 D2Xs의 후속 기종이다.

## 같이 보기
- 풀프레임 DSLR